# Haoma
Haoma – w mitologii irańskiej roślina, z której wyrabiano sok o tej samej nazwie, pity podczas obrzędów religijnych.
Utożsamiany z wedyjską somą. Wskutek ofiary z haomy miał narodzić się Jima (Dżemszyd), pierwszy władca Ariów w krainie Arianem Waedżo. Ofiarę z haomy miał złożyć też Puruszapsa, ojciec Zaratusztry.
Zwyczaj jego użycia był szeroko rozpowszechniony za Achemenidów, w Persepolis odnaleziono dużo naczyń z napisami, wskazującymi, iż służyły do przyrządzania haomy. Historyk grecki Plutarch twierdził, że haoma jest sporządzana z rośliny omomi (humami) i mieszana z wilczą krwią.
Roślina haoma miała rosnąć w wysokich górach, jej nasiona miały rozsiewać ptaki. Współcześnie uważa się, że może chodzić o Asclepias acida, według innych może chodzić o muchomory, haszysz (wyciąg z konopi) a nawet piwo (sporządzane z kiełkujących ziaren jęczmienia).
Napój haoma miał kolor złoty, właściwości upajające, sprowadzał halucynacje, uważany był za źródło siły i mądrości, szczęścia, zdrowia, odwagi, długiego życia, lecz również poznania, wtajemniczenia, poczęcia. 
Haoma dająca nieśmiertelność ma rosnąć na szerokim morzu.